# Luciano Montes de Oca
Luciano Montes de Oca, (Buenos Aires, 8 de enero de 1773 - 13 de septiembre de 1837) fue un militar argentino que participó en la guerra de independencia y en las guerras civiles de su país.

## Carrera militar
Hijo de un carpintero, aunque él también se dedicó a la carpintería, aprendió a leer y escribir, cosa poco habitual entre los oficios manuales de la época colonial. Se enroló en el ejército español en la capital para combatir las invasiones inglesas, luchando contra los invasores y formando como oficial del Regimiento de Patricios.
Participó en la represión de la asonada de Álzaga en 1809, y fue ascendido a teniente coronel, jefe de uno de los tres batallones del regimiento.
En 1810 participó en la primera expedición auxiliadora al Alto Perú, como hombre de confianza de Juan José Castelli. Combatió en las batallas de Cotagaita, Suipacha y Huaqui. Tras la derrota logró salvar algunos artículos de plata del tesoro de Potosí y regresó a Buenos Aires.
En 1813 era miembro de la Logia Lautaro, lo que le valió ser nombrado teniente de gobernador de la provincia de Santa Fe en junio, hasta febrero del año siguiente. Pero perdió la confianza del círculo del general Alvear, pasando a ser segundo jefe de un regimiento de milicias.

## Invasión a Entre Ríos
En mayo de 1815, tras la caída de Alvear, asumió el mando de un regimiento de infantería. A principios de 1816 fue ascendido a coronel, y en octubre de 1816, tras la  expulsión de Manuel Dorrego, asumió el mando de su regimiento de “morenos”. Participó en una la campaña de fines de 1816 contra los federales de Santa Fe.
En diciembre de 1817 fue enviado al mando de una expedición contra los federales de Entre Ríos, al mando de 600 hombres. Contaba con el apoyo de los caudillos menores Gregorio Samaniego, Gervasio Correa y Evaristo Carriego. Pero, al desembarcar cerca de Gualeguay, encontró que éstos estaban huyendo del caudillo Francisco Ramírez por las islas del delta del Paraná.
Desembarcó y avanzó hacia el interior de la provincia, pero el día de Navidad fue atacado y completamente derrotado en el combate del Arroyo Ceballos, cerca del río Gualeguay, por las fuerzas de Ramírez. Perdió toda su caballería y su artillería, y se vio obligado a reembarcarse. Desde ese día, Ramírez se convirtió en el caudillo indiscutido de Entre Ríos.
Apoyó la campaña de Marcos Balcarce sobre Paraná, que terminó tan desastrosamente como la que había comandado él. Esta segunda victoria le dio a Ramírez el control de la mitad oeste de la provincia.

## Últimas actuaciones militares y carrera política
Durante el resto del período del Directorio, continuó siendo el comandante del regimiento que había organizado Dorrego.
En 1820 fue reemplazado por orden del gobernador Manuel de Sarratea, y luego estuvo varias semanas preso por exigencia de Ramírez. Con la excusa de que estaba enfermo, logró quedar en prisión domiciliaria en su quinta. En octubre volvió a tomar su regimiento de infantería, y combatió contra el coronel Manuel Pagola, con lo que quedó rehabilitado.
En 1821 fue elegido diputado provincial, y se unió al partido unitario. Pasó a retiro por la reforma militar del ministro Bernardino Rivadavia en 1822, y aprovechó su jubilación para comprar una estancia.
En 1829 volvió a ser diputado, por el partido federal, y partidario de Juan Manuel de Rosas. Por un tiempo fue miembro de la comisión militar de justicia. Siguió ocupando el cargo de diputado hasta su fallecimiento, en septiembre de 1837.